# Quamtana ciliata
Quamtana ciliata är en spindelart som först beskrevs av Lawrence 1938.  Quamtana ciliata ingår i släktet Quamtana och familjen dallerspindlar. Inga underarter finns listade i Catalogue of Life.